# 小酸浆

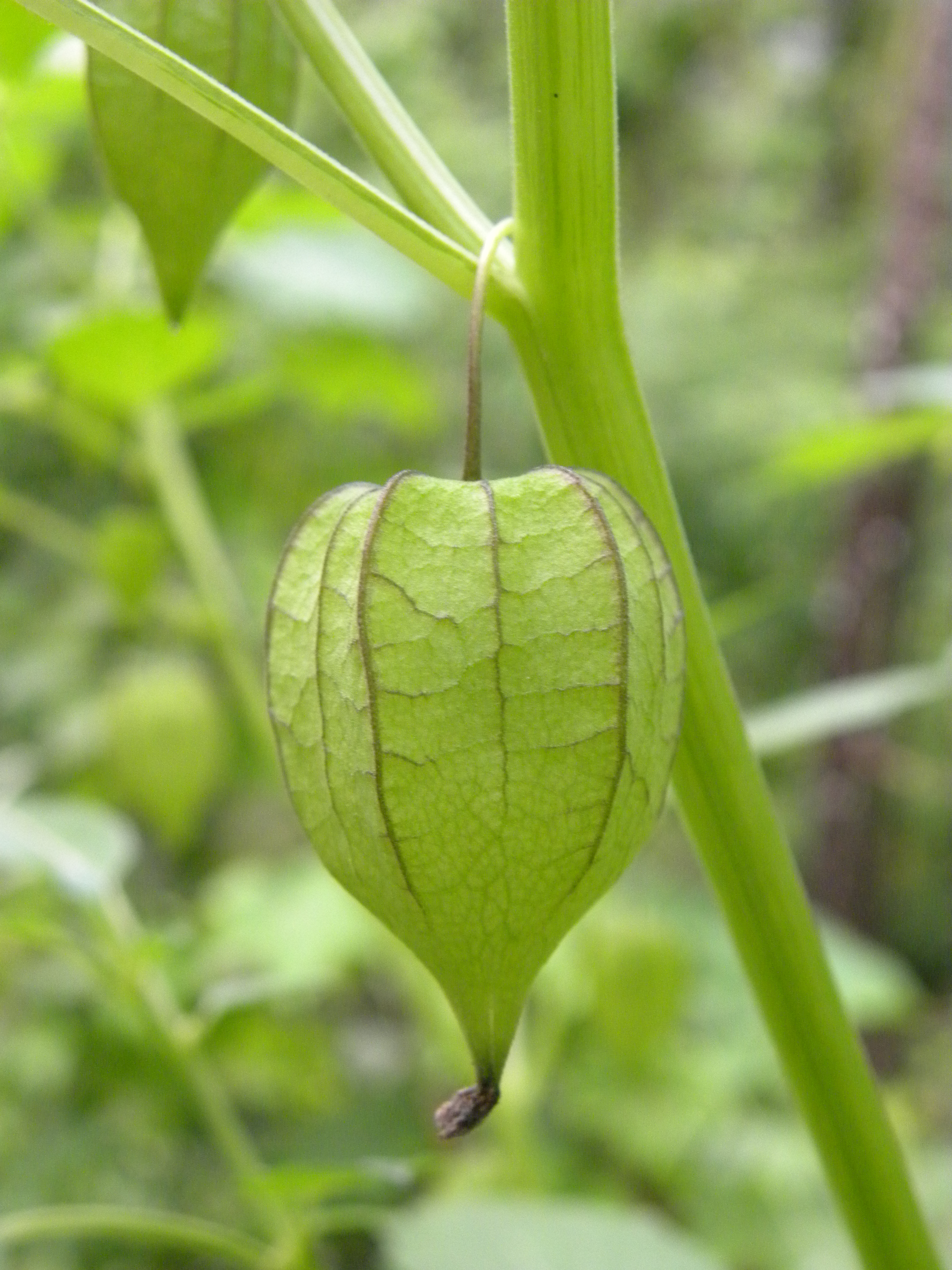
Physalis minima

小酸浆（学名：Physalis minima）为茄科灯笼果属的植物。分布在中国大陆的四川、广东、广西、云南等地，生长于海拔1,000米至1,300米的地区，常生长在山坡，目前尚未由人工引种栽培。

## 异名
- Physalis angulata L. var. villosa Bonati